# Саратовскаја
Саратовскаја (рус. Саратовская) насељено је место руралног типа (станица) на југозападу европског дела Руске Федерације. Налази се на југозападу Краснодарске покрајине и административно припада њеном Горјачкокључком градском округу.
Према статистичким подацима Националне статистичке службе Русије за 2010. у насељу је живело 6.567 становника, и друго је по величини насеље у припадајућој општини.

## Географија
Станица Саратовскаја се налази у југозападном делу Краснодарског краја на око 13 км северно од града Горјачи Кључ који је административни центар округа, те на око 35 км јужно од покрајинске престонице, града Краснодара. Лежи у прелазном подручју из алувијалне Закубањске равнице ка северној подгорини Великог Кавказа, на надморској висини центра од око 91 метра. Кроз насеље протиче река Псекупс, лева притока Кубања.
Кроз насеље пролази деоница националног аутопута М4 „Дон” која повезује Москву са Новоросијском.

## Историја
Насеље су под именом Станица Псекупскаја основали 1864. припадници козачког одреда који су се населили на том подручју, а садашње име носи од 1867. године.

## Демографија
Према подацима са пописа становништва 2010. у селу је живело 6.567 становника, а основу популације чинили су Руси са уделом од 85%, док су највећу мањинску заједницу у селу чинили Јермени са уделом од око 6%.
| 1979. | 2002. | 2010. |
| ----- | ----- | ----- |
| 5.107 | 6.039 | 6.567 |